# 尾形武寿
尾形 武寿（おがた たけじゅ、1944年11月28日 - ）は、日本の実業家。日本財団会長。

## 人物
1944年11月28日生まれ。東京農業大学農学部を卒業し、1980年に日本船舶振興会（現日本財団）に入会。2005年7月から理事長を務めていた。
2025年6月20日、同日付で笹川陽平会長が退任し、後任に尾形武寿が就任した。笹川は名誉会長に就任した。

## 学歴
1967年3月  東京農業大学農学部卒業 

## 職歴
- 1968年12月  日本舶用機械輸出振興会 入会
- 1974年 8月  日本舶用機械輸出振興会 ロッテルダム事務所 所長
- 1980年11月 日本船舶振興会（現 日本財団）入会
- 1990年4月  笹川平和財団 総務部長
- 1993年10月 日本船舶振興会（現 日本財団） 総務部長
- 1997年9月  日本財団 常務理事
- 2005年7月  日本財団 理事長
- 2025年6月  日本財団 会長（至 現在）

## 賞罰
- 2014年7月  平成26年「海の日」海事関係功労者国土交通大臣表彰
- 2017年10月 ブラジル・サンパウロ市名誉市民賞
- 2018年9月  中国政府友誼賞
- 2019年9月  中国福建省名誉公民
- 2020年11月 旭日中綬章[2]
- 2023年9月  ブラジル・スザノ市名誉市民賞

## 名誉学位
- 2017年4月  国連平和大学名誉博士号
- 2024年10月   中国人民大学名誉教授

## 監修
- 2012年9月  「財団経営の哲学」（海竜社）

## 著書
- 2019年11月  「世道人心に質す！」（リベラルタイム出版社）[3]